# Parrotia persica
Parrotia persica és una espècie de planta amb flors del gènere Parrotia dins la família de les hamamelidàcies (Hamamelidaceae). És nativa del sud-est de l'Azerbaidjan i del nord de l'Iran, a les muntanyes d'Elburz.

## Descripció
Es tracta d'un arbret o arbust que creix habitualment fins al 5 o 8 m d'alçada, encara que pot arribar als 10-12. Requereix sòls molt drenats, lleugerament àcids, encara que es pot adaptar als lleugerament alcalins si està en condicions adients. Prefereix la sequedat abans que terrenys molt humits. Es desenvolupa millor en espais assolellats o a mitja ombra.
L'escorça del tronc és llisa i es desprèn amb facilitat en petites esquames.
Les fulles són arrodonides de 6 a 10 cm de longitud, amb el marge diminutament asserrat cap a la meitat; pubescent en ambdues cares. Les fulles joves són, de vegades, vermelloses en la seva base. Quan arriba la tardor, les fulles prenen unes tonalitats ataronjades, groguenques i vermelloses espectaculars.
Les flors apareixen abans que les fulles, gairebé en ple hivern. Són de color groc; però posseeixen unes anteres de color vermell escarlata, que és el que realment es veu quan l'arbre està en plena floració.

## Usos
Als països catalans s'utilitza, bàsicament, amb fins ornamentals.

## Registre fòssil
Parrotia persica es va trobar a Europa i la península Ibèrica fins al Plistocè Inferior, des d'un milió d'anys i fins a uns 750.000 anys (període Cromeriense i Tigliense). A Catalunya s'ha trobat en diversos jaciments d'aquest període (Incarcal, Crespià, etc). Aquesta espècie va poder trobar refugi durant les glaciacions al Mediterrani oriental (Serralada del Caucas), ja que allà no va trobar barreres geogràfiques com serralades o braços de mar, com si que va passar a les nostres contrades (serralades Est-Oest i mar Mediterrani). Passats però els períodes glacials, no va poder tornar a reconquerir el seu antic territori a Europa occidental.

## Galeria d'imatges

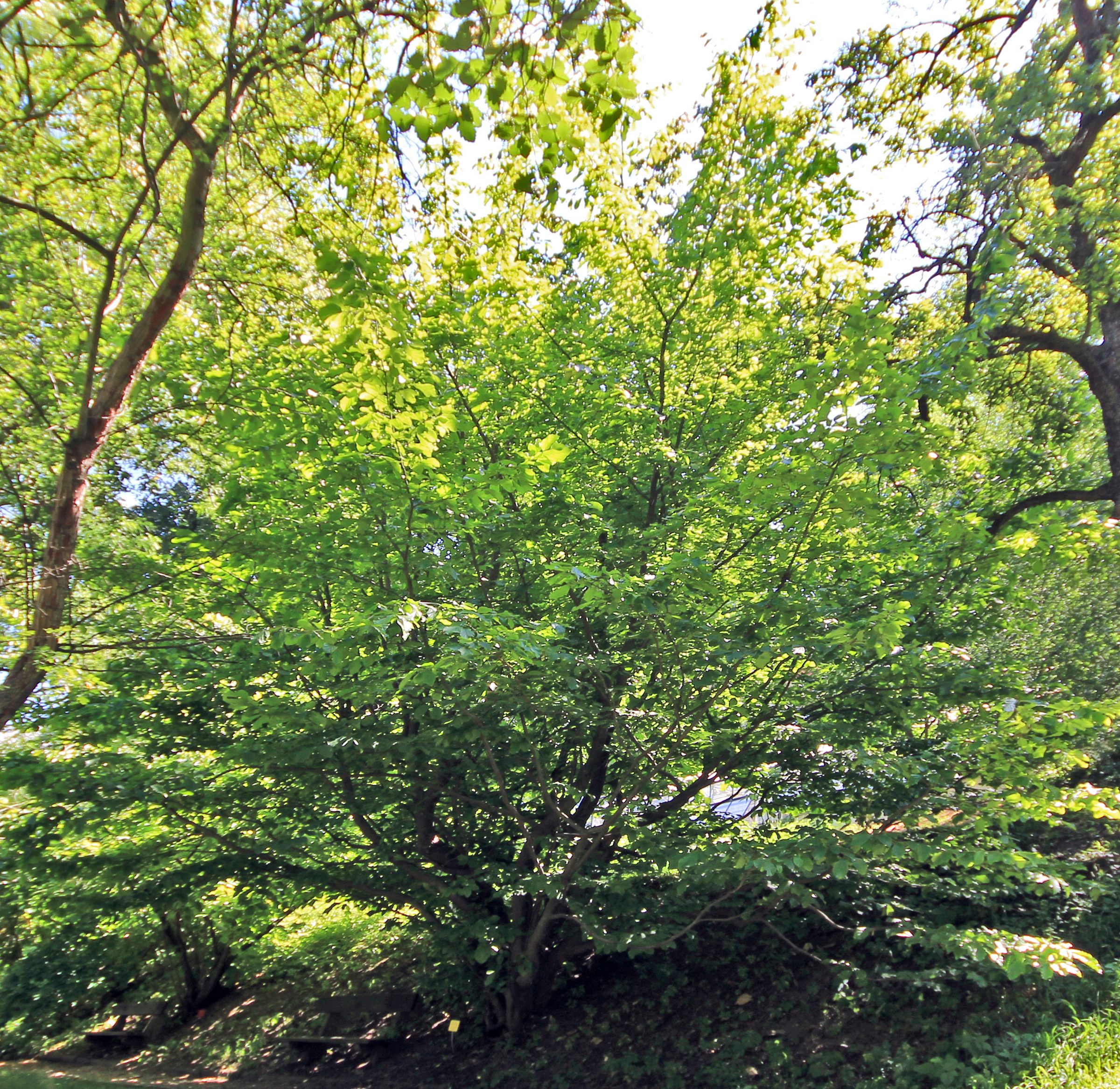
Planta
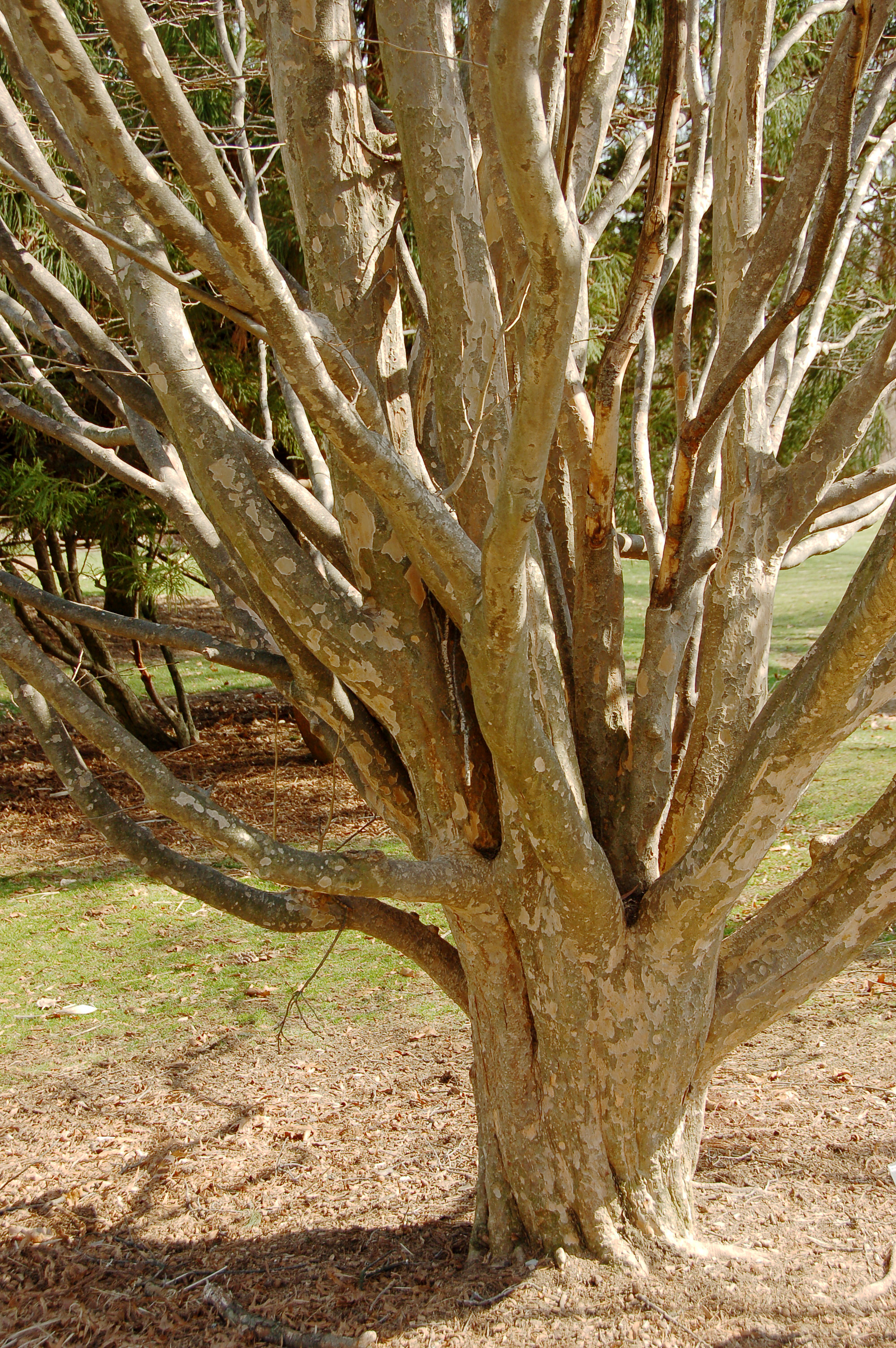
Tronc i capçada
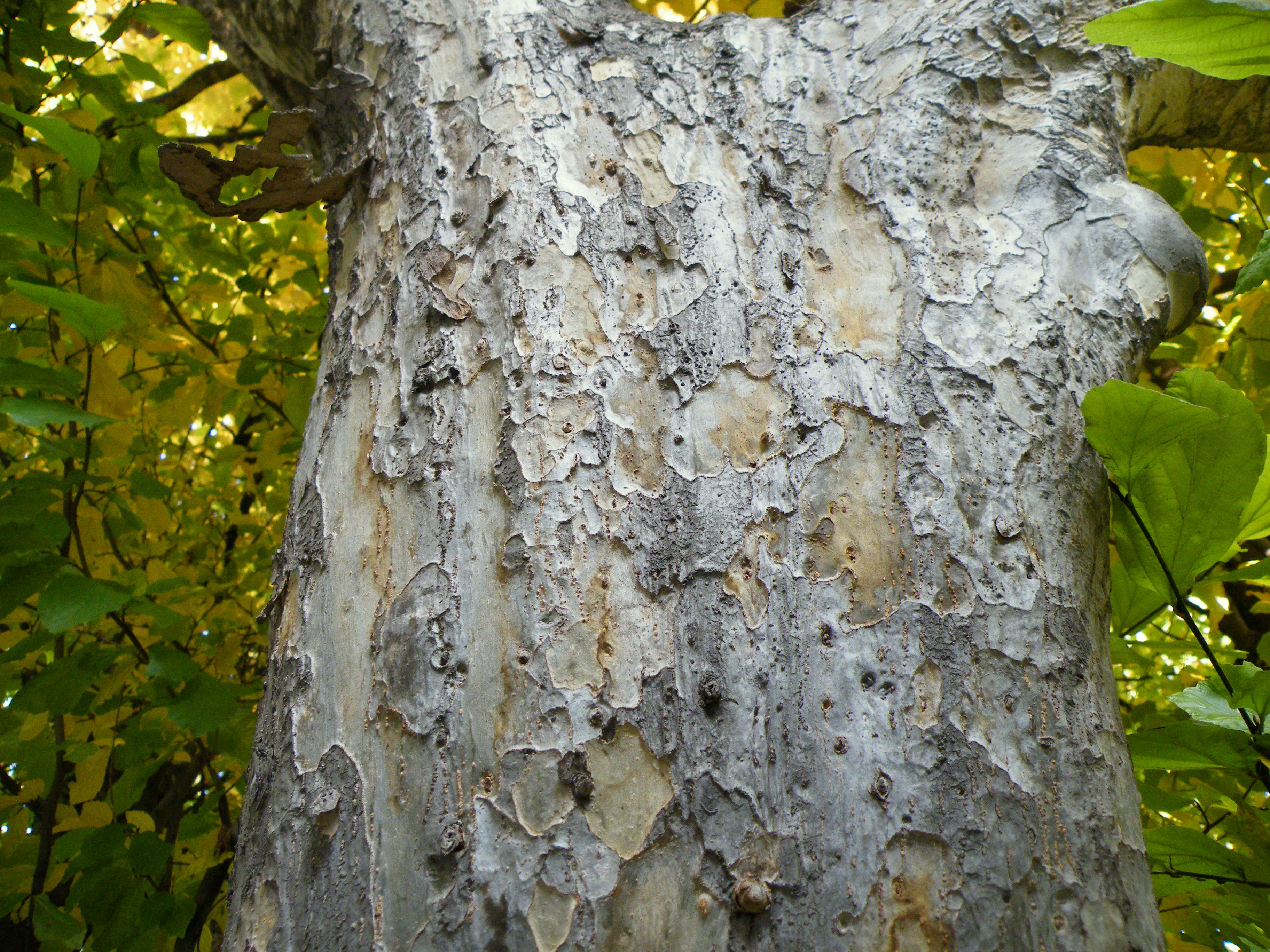
Tronc amb esquames
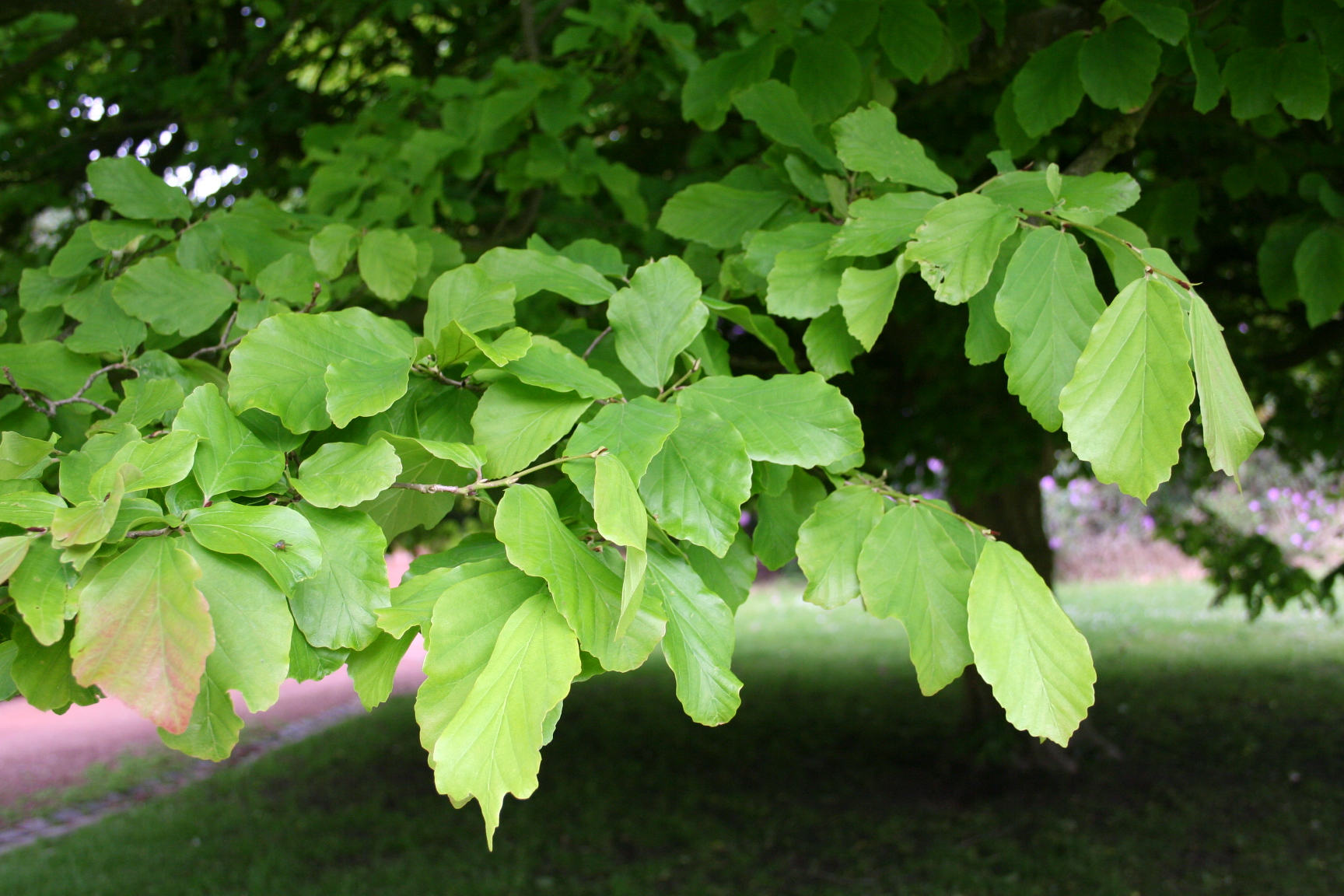
Fulles
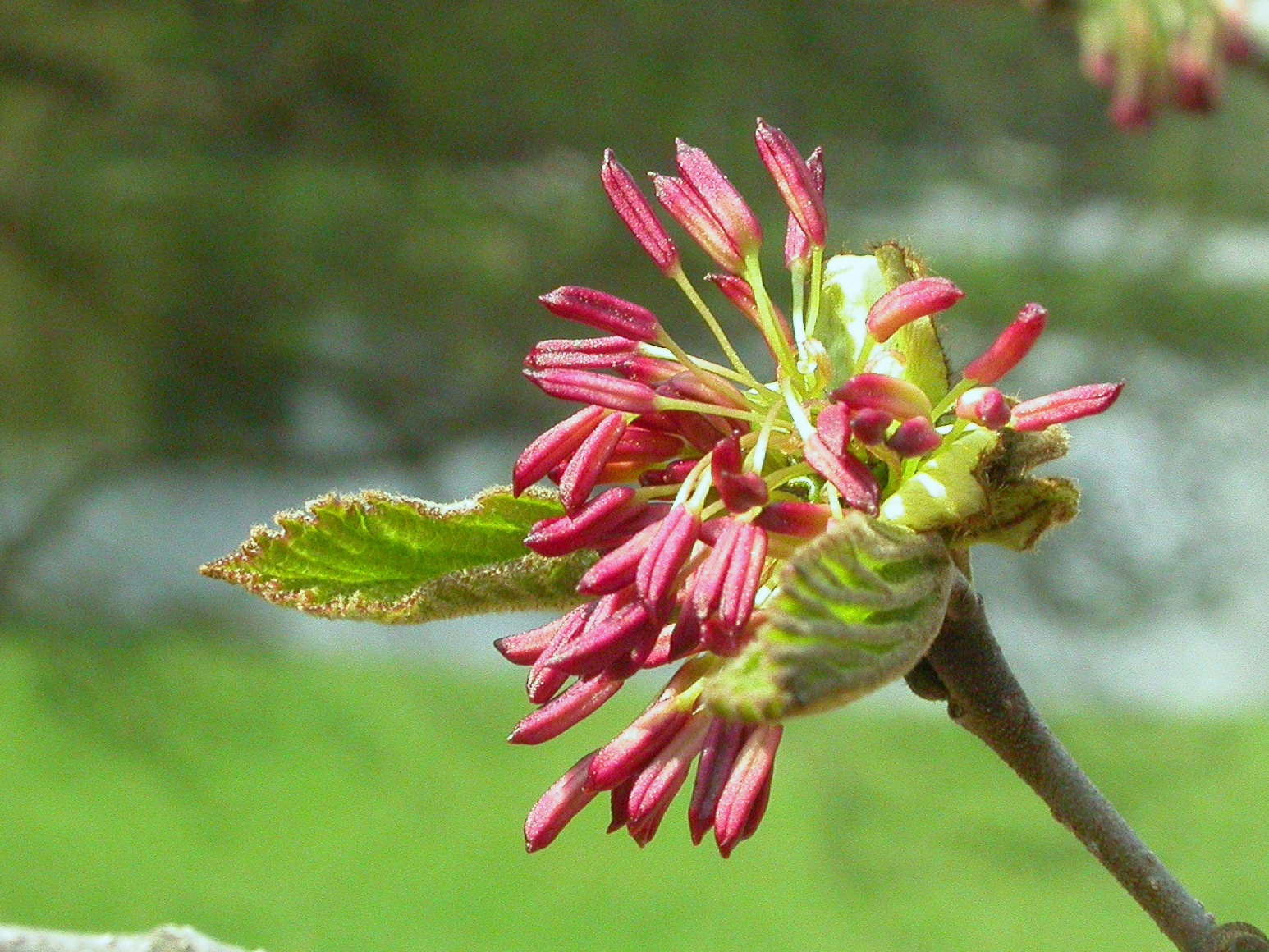
Flor
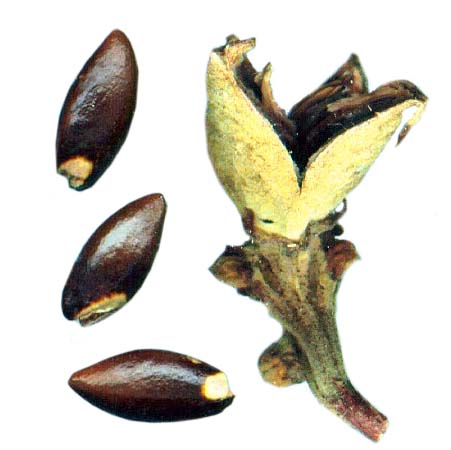
Fruit i llavors